# Obskurantisme
Obskurantisme (fransk: obscurantisme, fra Latin: obscurans, “formørkelse”) betegner det at bevidst modarbejde udbredelsen af fakta eller detaljer i en given sammenhæng.
Der er historisk to opfattelser af begrebet obskurantisme: (1) en bevidst undertrykkelse af viden eller modstand mod at sprede viden og (2) en bevidst uklarhed i kommunikationen eller udtryk med det formål at skabe tvivl eller tvetydighed.
Begrebet obskurantisme stammer fra titlen på det satiriske værk Epistolæ  Obscurorum Virorum (1515–19, Obskure mænds breve), der var baseret på den intellektuelle disput mellem den tyske humanist Johann Reuchlin og den konverterede jøde, Johannes Pfefferkorn om hvorvidt alle jødiske bøger skulle brændes. Pfefferkorn havde i 1509 af Maximilian 1. fået tilladelse til at brænde alle kopier af den jødiske Talmud i Det tysk-romerske rige; Epistolæ Obscurorum Virorum gjorde grin af Pfefferkorns argumenter for at brænde de u-kristne værker.
I 1700-tallet under oplysningstiden anvendte filosoffer begrebet obskurantist om fjenderne af intellektuel oplysning og spredning af viden. I 1800-tallet opstod en sondring mellem obskurantisme i metafysikken og  teologien.
Obskurantismen er symboliseret med sort i Østtimors flag for at understrege, at obskurantismen skal bekæmpes. 